# Dolmen de la Pierre Levée (Liniez)
Le dolmen de la Pierre Levée, appelé aussi les Pierres Folles, est un dolmen situé à Liniez dans le département français de l'Indre en France.  

## Historique
L'édifice a été fouillé en 1875-1876 par Ludovic Martinet. Il est classé monument historique par arrêté du 10 juin 1927. 

## Description
C'est le plus monumental des dolmens du Berry. Il s'agit d'un dolmen de type angevin, constitué de seize blocs en grès, dont l'entrée était située au nord-est. Il s'étend sur 10,50 m de long et 5,70 m de large. Il comporte trois tables de couverture. Au sud-ouest, la première table repose encore sur deux piliers. Au nord-est, la seconde table mesure 3,70 m de long sur 2 m de large pour une épaisseur de 0,80 m. Elle s'est affaissée et repose en partie au sol. Entre les deux, la troisième table a basculé selon un angle d'environ 45°, elle est en partie brisée et un fragment gît à terre. Elle mesure 3,50 m de long sur 2 m de large pour une épaisseur moyenne de 0,75 m. Passé le trilithe d'entrée, le dolmen comportait une antichambre et une chambre funéraire. Selon Martinet, l’antichambre aurait été partitionnée par un mur de séparation comportant deux grandes pierres (1,80 m de long sur 0,50 m de large et 0,25 m d’épaisseur) dressées en pilastres. Seule la chambre, d'une hauteur de 1,80 m, est demeurée en bon état. Elle est fermée par une dalle de chevet (3 m de longueur, 0,30 m d'épaisseur) qui émerge du sol sur 0,60 m de hauteur.
Selon Ludovic Martinet, les restes d'un tumulus étaient encore visibles en 1875.

## Fouille de 1875-1876
Ludovic Martinet concentra ses recherches sur le centre de la chambre afin d'éviter un éboulement de l'édifice. L'intérieur de la chambre avait été comblé par des apports de terre et de détritus sur environ 1 m de profondeur. Martinet y recueillit un matériel hétéroclite composé d'éclats de silex taillés, de pointes de flèches en grès, de deux monnaies gauloises, d'une fibule en fer, de débris de tuiles et briques romaines, de divers tessons de poteries de toutes époques et de quelques ossements humains et animaux. Entre l'entrée et l'antichambre, Martinet découvrit un sol dallé, à environ 1,30 m de profondeur, sur lequel reposaient des ossements, concentrés près des parois, eux-mêmes recouverts de pierres plates.
Martinet découvrit trois crânes séparés de leur squelette et divers ossements humains brisés. L'ensemble correspond à l'inhumation de cinq individus différents, dont la taille variait entre 1,50 m et 1,80 m, dont une femme de moins de 25 ans, un homme très âgé et un second d'environ 40 ans dont le crâne comportait une dépression consécutive à un coup violent ou à une trépanation.